# 壕溝

1916年一次大戰的壕溝戰

壕溝（Trench）泛指一條長型的凹地，可為人工，也可為天然。

## 壕溝歷史
壕溝是軍事防禦工事中常見的一種，早期常用於斷絕敵軍據點的對外交通以便進行圍困，而隨著投射兵器的普及和精準度提高，挖掘壕溝來保護官兵免於傷害的戰術也被廣泛使用。近代化的壕溝工事在克里米亞戰爭及美國內戰中開始出現，而第一次世界大戰的西線戰場則堪稱壕溝戰的代表性戰事。

## 壕溝型態
第一次世界大戰期間，由於馬克沁及其他型機關槍的發明，使戰爭型態大為改觀。自西元1915年起，參戰的協約國及同盟國雙方都在前線挖掘了長長的壕溝。由於壕溝易守難攻，使戰事陷入膠著。在伊普爾之役中，德軍使用了毒氣對著法軍壕溝施放，雖造成法軍可觀傷亡但也未能突破法軍防線。1915年，英國為突破壕溝戰的局面，發明了坦克，並將之投入戰場。至1917年由於美國參戰，坦克發揮了掃蕩的作用，壕溝戰的局面正式瓦解。第二次世界大戰期間，由於飛機、輕兵器、坦克及迫擊炮等武器的改良，使壕溝的重要性大為減低。至二戰末期，壕溝幾乎已不再被使用，取而代之的是屬於單兵或2至3名士兵的散兵坑（Fox hole），較小，可為人工挖掘，或甚至是彈坑。1944年底，在巴斯通的突出部之役中，大量使用了散兵坑。
後來在韓戰與兩伊戰爭中，交戰雙方仍進行著曠日持久的壕溝戰。
現代戰爭中，不能說完全不使用壕溝，但已是極少數，原因同樣是戰爭型態的改變。2022年俄羅斯入侵烏克蘭雙方又開始修建大量壕溝與工事，因雙方都未擁有局部制空權，且由於觀測技術(無人航空載具)與反裝甲能力技術提升，進攻方無法再享有過去奇襲的效果。

## 壕溝武力設置
第一次世界大戰期間，協約國及同盟國雙方在壕溝的武力設置上是大同小異的。通常雙方會在壕溝的兩端設置機槍，並在中間設置持輕兵器的步兵。壕溝還通常連接著至有機槍的碉堡，用以加強戰力。

## 其他用途
壕溝也有其他的用途，作為亂葬崗、千人塚，活埋戰俘或敵人就是一個十分鮮明的例子。例如：中國戰國時代的長平之戰，秦國將領白起就利用壕溝活埋了趙國數千人以上。